# NGC 4978
NGC 4978 (również PGC 45494 lub UGC 8212) – galaktyka spiralna (S0-a), znajdująca się w gwiazdozbiorze Warkocza Bereniki. Odkrył ją John Herschel 23 marca 1827 roku.